# Drepanosticta pan
Drepanosticta pan är en trollsländeart som beskrevs av Harry Hyde Laidlaw, Jr. 1931. Drepanosticta pan ingår i släktet Drepanosticta och familjen Platystictidae. IUCN kategoriserar arten globalt som otillräckligt studerad. Inga underarter finns listade i Catalogue of Life.